# راس جانسون
راس جانسون (انگلیسی: Ross Johnson؛ زادهٔ ۲ فوریهٔ ۱۹۷۶) یک بازیکن فوتبال اهل بریتانیا است.
از باشگاه‌هایی که در آن بازی کرده‌است می‌توان به باشگاه فوتبال برایتون و هاو آلبیون، باشگاه فوتبال کولچستر یونایتد، باشگاه فوتبال داگنم و ردبریج، باشگاه فوتبال کانوی ایسلند و باشگاه فوتبال وورتینگ اشاره کرد.